# Sabrina Marinangeli
Sabrina Marinangeli (Roma, 1º aprile 1972) è una cantante e showgirl italiana.

## Biografia
Esordisce nel mondo dello spettacolo prendendo parte nel 1988 al G.B. Show n.7 al fianco di Gino Bramieri. Nello stesso anno viene scelta da Gianni Boncompagni per entrare nel cast di Domenica in, dove entra a fare parte del gruppo Le Compilations, ruolo che ricopre per due stagioni consecutive fino al 1990 sia nelle consuete versioni pomeridiane che negli occasionali speciali in prima serata. Nel 1991 esordisce al cinema con il film Nostalgia di un piccolo grande amore. Nell'autunno dello stesso anno segue Gianni Boncompagni nella sua trasferta sulle reti Fininvest prendendo parte allo show Non è la Rai in onda su Canale 5, dove rimane per due stagioni e dove è una delle poche ragazze a cantare con la sua voce; una delle sue più famose reinterpretazioni, La pelle nera, è stata pubblicata nel primo album della trasmissione, l'omonimo Non è la Rai. Nel 1992 è tra le ragazze più in vista della trasmissione del giovedì sera estivo sempre su Canale 5 Bulli e pupe. Nello stesso periodo prende parte anche ai numerosi spin off del programma in onda in fascia preserale ed in prima serata in onda su Italia 1.
Negli anni '90 partecipa in televisione come corista in varie trasmissioni televisive come: Numero Uno di Pippo Baudo, La corrida, I cervelloni, Gelato al limone, per poi entrare, sempre come corista, con la band di Demo Morselli, nelle trasmissioni di Maurizio Costanzo, Buona Domenica e Maurizio Costanzo Show nella stagione televisiva 1996/1997. Nella stagione 1997/1998 è tra le coriste del preserale di Rai 1 Colorado condotto da Alessandro Greco, e in seguito di Colorado - Due contro tutti condotto da Carlo Conti. Nello stesso periodo conduce il programma per bambini Sputa il rospo su alcune emittenti private. Nella stagione 1998-1999 è stata una delle coriste-lupacchiotte del preserale di Rai 1 In bocca al lupo!. Dopo l'improvvisa chiusura del gioco a quiz, viene chiamata insieme ad altri colleghi a far parte del cast di Domenica in, dove rimane in qualità di corista fino al 2002. Successivamente prende parte come corista allo show di prima serata di Rai 1 Sì sì, è proprio lui, condotto da Luisa Corna. Nel 2007 ha posato per un calendario benefico con altre 12 ex ragazze di Non è la Rai. Lo stesso anno ha partecipato al reality show Uno due tre stalla, condotto da Barbara D'Urso, arrivando in finale. Nella stagione televisiva 2009-2010 è tornata in televisione all'interno del programma Mezzogiorno in famiglia in qualità di corista, ruolo che ricopre anche dal 2018 al 2019 nel programma di Rai 1 Ora o mai più. Nel 2024 è corista nel varietà La Corrida - Dilettanti allo sbaraglio, condotto su Nove da Amadeus, e presenta la finale nazionale del Cantagiro. A gennaio 2025 è corista nella terza edizione del varietà di Rai 1 Ora o mai più.

### Vita privata
È sorella di Marco Marinangeli e di Giancarlo Marinangeli.

## Televisione
- G. B. Show N.7 (Rai 2, 1988)
- Domenica in (Rai 1, 1988-1990, 2000-2002)
  - Domenica in... Speciale Capodanno (Rai 1, 1988-1990) 
  - Domenica in... Sera (Rai 1, 1990)
  - 2002 in (Rai 1, 2001)
- Non è la Rai (Canale 5, 1991-1993; Italia 1, 1993)
  - Capodanno con Canale 5 (Canale 5, 1991-1992, 1992-1993) 
  - Serata d'amore per San Valentino (Canale 5, 1992)
  - Carnevale con Canale 5 (Canale 5, 1992)
  - La notte della bellezza (Canale 5, 1992)
  - La grande festa di Non è la Rai (Canale 5, 1992)
  - Non è la Rai Estate (Canale 5, 1992)
- Primadonna (Italia 1, 1991)
- Bulli e pupe (Canale 5, 1992)
- Rock 'n' Roll (Italia 1, 1993)
- Numero Uno (Rai 1, 1994-1995) corista
  - Numero uno: Speciale tombola di Natale (Rai 1, 1994)
- Scommettiamo che...? (Rai 1, 1995-1996) corista
  - ''Scommmettiamo che...? Ragazzi (Rai 1, 1995)
- Gelato al limone (Rai 1, 1995-1996) corista
- I cervelloni (Rai 1, 1996) corista
- Maurizio Costanzo Show (Canale 5, 1996-1997) voce solista
- Buona Domenica (Canale 5, 1996-1997) corista
- Colorado (Rai 1, 1997) corista
- Colorado - Due contro Tutti (Rai 1, 1997-1998) corista
- In bocca al lupo! (Rai 1, 1998-2000)corista
  - In bocca al lupo 1999! - Speciale Oroscopo (Rai 1, 1998)
  - In bocca ai lupi! (Rai 1, 1999)
  - Caccia al lupo (Rai 1, 1999)
  - In bocca al lupo - L'Oroscopo (Rai 1, 1999-2000)
  - 2000 In bocca al lupo (Rai 1, 1999)
- Sì sì, è proprio lui (Rai 1, 2002) corista
- Uno due tre stalla (Canale 5, 2007) concorrente
- Mezzogiorno in famiglia (Rai 2, 2009-2010) corista
- Ora o mai più (Rai 1, 2018-2019, 2025) corista
- La Corrida - Dilettanti allo sbaraglio (Nove, 2024) corista
- Cantagiro (TVRS, 2024)

## Filmografia
- Nostalgia di un piccolo grande amore, regia di Antonio Bonifacio (1991)[1]
- Incantesimo 10 (Rai 2 , 2008) 3 episodi[2]